# Kayapınar (Tufanbeyli)
Kayapınar (türkisch für Felsquelle) ist ein Ortsteil (Mahalle) im Landkreis Tufanbeyli der türkischen Provinz Adana mit 88 Einwohnern (Stand: Ende 2024). Im Jahr 2011 zählte Kayapınar 79 Einwohner.